# 笛木醤油
笛木醤油株式会社（ふえきしょうゆ）は、埼玉県比企郡川島町にある老舗醤油会社。

## 歴史
- 1789年（寛政元年）創業。
- 1973年、現在の笛木醤油株式会社に組織変更。
- 2019年、第4回100年企業顕彰(広域圏関東1都10県)100年経営大賞「関東経済産業局長賞」。

## 製品
看板商品の「金笛」は木桶で二夏かけて仕込まれる。品名は東京オリンピックの金メダルに因んで名づけられ、家庭用が「金笛」、業務用が「銀笛」であった。ステンレス鋼製の醸造タンクを使用するメーカーが多い中、杉の桶を使用し、うま味調味料を添加せずに作られる。1970年にアメリカ食品医薬品局の許可を取得し、アメリカ合衆国向けに輸出したがその後は途絶えていた。2017年に12代当主が継いで以降は、香港・台湾・オーストラリア・フランス・アメリカ・カナダ・マレーシアに輸出を行っている。2020年に、多角化の一環としてバウムクーヘンの販売を開始。大東文化大学と共同で、醤油粕を使用した埼玉県産野菜の漬物の商品化も行っている。

## 金笛しょうゆパーク
2019年11月16日、創業230周年記念事業として、しょうゆ蔵にレストランやミュージアム・直売所を併設し、工場見学やしょうゆ造りを実際に学ぶ体験型複合施設「金笛しょうゆパーク」が敷地内にオープン。翌2020年2月からの新型コロナウイルスの感染拡大で、同年4月から6月までの間は休館するも、2022年3月までに工場見学ツアー「金笛しょうゆ楽校」の累計参加者数が3万人を超えた。川島町の醤油蔵は1991年度に彩の国景観賞を受賞。1995年には、川越市幸町の店舗も同賞を受賞している。

## アクセス
- 東武東上線・JR川越線川越駅、西武新宿線本川越駅より東武バス約20分 「伊草小学校前」下車徒歩約5分